# Friedrich Wilhelm Alexander Nay
Friedrich Wilhelm Alexander Nay, kendt som A. Nay (1822 – 1883), var en tysk litograf, der ud over i sit hjemland arbejdede i Sverige og Danmark. I Danmark arbejdede han især sammen med Emilius Ditlev Bærentzen i dennes litografiske institut Em. Bærentzen og Co., der var et af de første af sin art i landet, og et af de mest succesrige i en lang årrække fremover. Nay tegnede især en række landskaber og bygninger.